# Arisaema concinnum
Arisaema concinnum är en kallaväxtart som beskrevs av Heinrich Wilhelm Schott. Arisaema concinnum ingår i släktet Arisaema och familjen kallaväxter. Inga underarter finns listade.